# Blåbetong
Blåbetong är en sorts lättbetong där ballasten är av bränd skiffer, vilket ger materialet en mörkt blåaktig färgton. I regel är det uranrik alunskiffer som utgör huvudingrediensen. Att använda alunskiffer var fördelaktigt då skiffern är rik på kol och kunde användas som bränsle vid bränning av den kalk som ingår i lättbetong. Själva produkten är också matt blå till färgen med en struktur som liknar stelnad tvättsvamp. Blåbetong har i stor utsträckning använts som byggnadsmaterial, främst för väggar men även för bjälklag. Det förekommer också att kross av blåbetong använts som fyllning i bjälklag.
Innehållet av uran i blåbetongen innebär att lättbetongen avger gammastrålning och radioaktiv radongas som bildas när uranet sönderfaller. Blåbetong klassas inte som farligt avfall även om materialet avger radongas. 
Tillverkningen av alunskifferbaserad lättbetong upphörde 1975, men ända fram till 1985 har det byggts hus av blåbetong.
Blåbetong tillverkades bland annat av företaget Yxhult under varumärket Ytong, senare kom dock Ytong att vara namnet på vanlig lättbetong.